# Kopy (powiat pajęczański)
Kopy – niewielka wieś w Polsce położona w województwie łódzkim, w powiecie pajęczańskim, w gminie Rząśnia. Należy do sołectwa Kodrań.
W latach 1975–1998 miejscowość należała administracyjnie do województwa piotrkowskiego.
Miejscowość położona jest u podnóża zwałowiska zewnętrznego odkrywki "Szczerców" KWB Bełchatów.